# 窝公乡
窝公乡，是中华人民共和国四川省甘孜藏族自治州德格县曾经下辖的一个乡。2020年6月17日，撤销窝公乡，将其所属行政区域划归马尼干戈镇管辖。

## 行政区划
窝公乡撤销前下辖以下地区：
拉绒村、曲西村、格公村和达戈村。